# Top Model (Na Uy mùa 3)
Top Model Na Uy, Mùa 3 là mùa thứ ba của Norway's Next Top Model được phát sóng vào tháng 9 đến tháng 11 năm 2007 trên TV3. Vendela Kirsebom vẫn là host của chương trình.
Người chiến thắng của cuộc thi mùa này là Martine Lervik, 17 tuổi từ Ålesund. Cô giành được:
- 1 hợp đồng người mẫu với Trump Model Management ở New York
- Lên ảnh bìa tạp chí Cosmopolitan
- Chiến dịch quảng cáo cho Max Factor trị giá 150.000kr
- Chiến dịch quảng cáo cho Synsam trị giá 150.000kr

## Các thí sinh
| Thí sinh            | Tuổi | Quê quán     | Bị loại ở | Hạng                    |
| ------------------- | ---- | ------------ | --------- | ----------------------- |
| Thea Christophersen | 17   | Asker        | Tập 2     | 14                      |
| Sasha Hammari       | 18   | Oslo         | Tập 3     | 13 (tước quyền thi đấu) |
| Sina Gulbrandsen    | 21   | Oslo         | Tập 3     | 12                      |
| Silje Hellenes      | 19   | Nevlunghavn  | Tập 5     | 11–9                    |
| Martine Dyb         | 19   | Rælingen     | Tập 5     | 11–9                    |
| Helene Urberg       | 19   | Drammen      | Tập 5     | 11–9                    |
| Ida Nykås           | 22   | Skien        | Tập 6     | 8                       |
| Elise Haugen        | 21   | Haugesund    | Tập 7     | 7                       |
| Goshia Golab        | 17   | Oslo         | Tập 8     | 6                       |
| Mona Ibrahim        | 21   | Kristiansand | Tập 9     | 5                       |
| Christina Johnsen   | 20   | Andenes      | Tập 10    | 4                       |
| Frøydis Labowsky    | 24   | Moss         | Tập 12    | 3 (dừng cuộc thi)       |
| Marita Frost        | 17   | Stavanger    | Tập 12    | 2                       |
| Martine Lervik      | 17   | Ålesund      | Tập 12    | 1                       |

## Thứ tự gọi tên
| Thứ tự | Tập        | Tập        | Tập        | Tập                                                     | Tập                     | Tập        | Tập        | Tập        | Tập        | Tập        | Tập        |
| Thứ tự | 1          | 2          | 3          | 4                                                       | 5                       | 6          | 7          | 8          | 9          | 10         | 12         |
| ------ | ---------- | ---------- | ---------- | ------------------------------------------------------- | ----------------------- | ---------- | ---------- | ---------- | ---------- | ---------- | ---------- |
| 1      | Goshia     | Martine L. | Frøydis    | Christina Elise Frøydis Ida Martine D. Martine L. Silje | Ida                     | Martine L. | Christina  | Christina  | Martine L. | Martine L. | Martine L. |
| 2      | Sasha      | Frøydis    | Martine L. | Christina Elise Frøydis Ida Martine D. Martine L. Silje | Mona                    | Goshia     | Marita     | Frøydis    | Frøydis    | Frøydis    | Marita     |
| 3      | Mona       | Sasha      | Marita     | Christina Elise Frøydis Ida Martine D. Martine L. Silje | Marita                  | Frøydis    | Martine L. | Marita     | Christina  | Marita     | Frøydis    |
| 4      | Elise      | Mona       | Christina  | Christina Elise Frøydis Ida Martine D. Martine L. Silje | Martine L.              | Elise      | Goshia     | Mona       | Marita     | Christina  |            |
| 5      | Helene     | Goshia     | Elise      | Christina Elise Frøydis Ida Martine D. Martine L. Silje | Frøydis                 | Mona       | Frøydis    | Martine L. | Mona       |            |            |
| 6      | Frøydis    | Elise      | Martine D. | Christina Elise Frøydis Ida Martine D. Martine L. Silje | Elise                   | Marita     | Mona       | Goshia     |            |            |            |
| 7      | Thea       | Marita     | Silje      | Christina Elise Frøydis Ida Martine D. Martine L. Silje | Christina               | Christina  | Elise      |            |            |            |            |
| 8      | Ida        | Christina  | Helene     | Goshia Helene Marita Mona                               | Goshia                  | Ida        |            |            |            |            |            |
| 9      | Martine D. | Martine D. | Ida        | Goshia Helene Marita Mona                               | Helene Martine D. Silje |            |            |            |            |            |            |
| 10     | Sina       | Helene     | Goshia     | Goshia Helene Marita Mona                               | Helene Martine D. Silje |            |            |            |            |            |            |
| 11     | Marita     | Sina       | Mona       | Goshia Helene Marita Mona                               | Helene Martine D. Silje |            |            |            |            |            |            |
| 12     | Martine L. | Ida        | Sina       |                                                         |                         |            |            |            |            |            |            |
| 13     | Christina  | Thea       | Sasha      |                                                         |                         |            |            |            |            |            |            |

     Thí sinh bị loại
     Thí sinh được miễn loại
     Thí sinh bị tước quyền thi đấu
     Thí sinh không bị loại khi rơi vào cuối bảng
     Thí sinh dừng cuộc thi
     Thí sinh chiến thắng cuộc thi
- Ở tập 1, từ 15 thí sinh bán kết đã chuyển xuống thành 13 người.
- Ở tập 3, Sasha bị tước quyền thi đấu vì không chấp nhận diện mạo mới của mình. Silje là người thế chỗ cô ấy.
- Ở tập 4, chỉ có Goshia, Helene, Marita & Mona rơi vào cuối bảng vì hành vi không thích hợp của họ trong tuần. Tuy nhiên, không ai bị loại cả.
- Ở tập 5 có buổi loại trừ hết với 3 người cuối bảng.
- Ở tập 12, Frøydis dừng cuộc thi vì lí do sức khỏe của mình trong buổi loại trừ. Kết quả, Martine L. & Marita là top 2 chung cuộc.

### Buổi chụp hình
- Tập 1: Gợi cảm trong bùn (casting)
- Tập 2: Chụp ảnh nhóm trên cầu thang
- Tập 3: Cô dâu giết người
- Tập 4: Thời trang vô gia cư
- Tập 5: Thời trang Marốc
- Tập 6: Những chiếc váy trong gió
- Tập 7: Thân mật nóng bỏng với Hank von Helvetes
- Tập 8: Trên đường phố Paris cho Pierre Robert
- Tập 9: Tạo dáng dưới nước
- Tập 10: Ảnh chân dung vẻ đẹp với mũ hoa và mắt kính
- Tập 11: Phong cách Sex and the City bên xe taxi; Ảnh bìa tạp chí Cosmopolitan
- Tập 12: Sang trọng trước phong cảnh New York